# Club Atlético Newell's Old Boys (fútbol femenino)
El Club Atlético Newell’s Old Boys es un club deportivo de la ciudad de Rosario, Provincia de Santa Fe, Argentina, fundado el 3 de noviembre de 1903. Actualmente se desempeña en la Primera División A de Argentina.

## Historia

### Inicios y primeros éxitos
En el año 2018 comenzaron las actividades de fútbol femenino en Newell's Old Boys, jugando la Liga Rosarina de la Asociación Rosarina de Fútbol. El primer equipo fue entrenado por Virginia Salera y Mariano Faurlin y fue formado rápidamente para disputar el torneo que comenzaba en abril, se llevaron a cabo dos pruebas de jugadoras en Bella Vista, presentándose 150 futbolistas de las que fueron seleccionadas 33. En su primera presentación en la Liga Rosarina 2018 culminaron en el tercer puesto.
En diciembre de 2019 logró el primer campeonato de su historia, luego de ganarle a Pablo VI por 1-0 en la última fecha. En ese campeonato obtuvo 28 victorias en 30 partidos, convirtió 138 goles y recibieron 14, su goleadora fue María Eugenia Ramírez con 34 tantos. Además de ganar el clásico ante su eterno rival Rosario Central por goleada 3-0, y por 2-1 a Social Lux (uno de los mejores equipos del torneo).

### Ingreso a AFA
El 8 de diciembre de 2020 se confirmó que jugarían en torneos oficiales de AFA, en la Primera División C (tercera categoría de fútbol argentino).
Su debut se dio en la temporada del año 2021, el sábado 4 de septiembre ante Claypole de visitante, perdiendo 1-0. Su desempeño fue bueno, terminando segundas de la Zona A con 23 puntos y accediendo a las eliminatorias de la fase campeonato, donde derrotaron 3-0 a Sportivo Italiano en cuartos de final, pero cayendo 3-2 ante Belgrano en semis. Acceder a la final otorgaba ascensos ya que la final era para definir al campeón, por lo cual las Leprosas quedaron a un partido de la Primera División B.

#### Ascenso a Segunda División
En el año 2023, debido al retiro de Villa San Carlos de la Primera B, la AFA decidió otorgar su lugar a Newell's quien había culminado en 3.° puesto en la temporada 2022, y por consiguiente era el mejor ubicado detrás de los ascendidos San Luis FC y Talleres. Llegando Las Leprosas de este modo, a disputar la segunda categoría de Argentina.

#### Ascenso a Primera División y actualidad
En el campeonato de la temporada 2023 La Lepra logró clasificarse a la fase ascenso y disputar el torneo reducido por el segundo ascenso, en donde disputó la final por el segundo ascenso ante Talleres de Córdoba en La Boutique, donde con dos goles de Feline Tokman y Damaris Sequeira logró quedarse con el partido por 0-2, consiguiendo de esta forma su ascenso a la Primera División del fútbol argentino.

## Jugadoras

### Mercado de pases
| Verano | Verano                                                                                                   | Verano                                                                   | Verano        | Verano               | Verano         | Verano                   | Verano               |
| Altas | Altas | Altas                                                                    | Altas         | Bajas                | Bajas          | Bajas                    | Bajas                |
| Nac. | Pos. | Jugadora                                                                 | Origen        | Nac.                 | Pos.           | Jugadora                 | Destino              |
| --- | --- | ------------------------------------------------------------------------ | ------------- | -------------------- | -------------- | ------------------------ | -------------------- |
| Bandera de Argentina | Delantero                                                                                                | Mariana Larroquette                                                      | Orlando Pride | Bandera de Colombia  | Delantero      | Stefanía Orrego          | Racing Club          |
| Bandera de Venezuela | Centrocampista                                                                                           | Sofía Domínguez                                                          | River Plate   | Bandera de Argentina | Delantero      | Antonella Cavigioli      | SAT                  |
| Bandera de Argentina | Centrocampista                                                                                           | Milagros Martin                                                          | Platense      | Bandera de Argentina | Centrocampista | Dolores Fernández        | SAT                  |
| Bandera de Uruguay | Defensa                                                                                                  | Sofía Ramondegui                                                         | Cruz Azul     | Bandera de Ecuador   | Guardameta     | Ivanna Macías            | Sport Club do Recife |
| Bandera de Uruguay | Defensa                                                                                                  | Laura Felipe                                                             | Pumas UNAM    | Bandera de Argentina | Guardameta     | Naiquen Villafañe        | Estrella del Sur     |
| Bandera de Venezuela | Guardameta                                                                                               | Micheel Rengifo                                                          | Deportivo ITA | Bandera de Argentina | Defensa        | Ludmila Oporto           | Agente libre         |
| Bandera de Argentina | Defensa                                                                                                  | Aldana Narváez                                                           | Santos FC     | Bandera de Argentina | Defensa        | Luciana Bacci            | Retiro               |
| Bandera de Argentina | Delantero                                                                                                | Yuliana Sanabria                                                         | Beylerbeyi SK | Bandera de Argentina | Delantero      | Damaris Sequeira         | Camioneros           |
| Bandera de Argentina | Guardameta                                                                                               | Daniela Pontel                                                           | UAI Urquiza   | Bandera de Argentina | Delantero      | Martina Caffaro Argarate | Sarmiento de Junín   |
| Invierno | |                                                                          |               |                      |                |                          |                      |
| Altas | Altas | Altas                                                                    | Altas         | Bajas                | Bajas          | Bajas                    | Bajas                |
| Nac. | Pos. | Jugadora                                                                 | Origen        | Nac.                 | Pos.           | Jugadora                 | Destino              |
| Bandera de Uruguay | Defensa                                                                                                  | Oriana Fontán                                                            | River Plate   | Bandera de Argentina | Centrocampista | María Ayelén Ceballos    |                      |
| | |                                                                          |               | Bandera de Argentina | Delantero      | Mariana Larroquette      | Lexington SC         |
| | |                                                                          |               | Bandera de Argentina | Centrocampista | Bianca Recanati          | Platense             |
| | |                                                                          |               | Bandera de Argentina | Delantero      | Julieta Lema             | Club León            |
| | |                                                                          |               | Bandera de Argentina | Centrocampista | Sofía Domínguez          |                      |
| | |                                                                          |               | Bandera de Argentina | Centrocampista | Milagros Martin          |                      |
| | |                                                                          |               | Bandera de Argentina | Centrocampista | Daiana Falfán            | Dux Logroño          |
| \| Leyenda - Nac. : Nacionalidad - Pos. : Posición - Pertenecía a las divisiones inferiores - Pertenecía a la Primera División \| - Incorporación como cedida (préstamo) - Baja como cedida (préstamo) - Licencia de maternidad - Retirada \| - Arquera/Portera - Defensora - Mediocampista/Centrocampista - Delantera \| | |                                                                          |               |                      |                |                          |                      |
| Leyenda - Nac. : Nacionalidad - Pos. : Posición - Pertenecía a las divisiones inferiores - Pertenecía a la Primera División | - Incorporación como cedida (préstamo) - Baja como cedida (préstamo) - Licencia de maternidad - Retirada | - Arquera/Portera - Defensora - Mediocampista/Centrocampista - Delantera |               |                      |                |                          |                      |

Fuentes:

### Personal y cuerpo técnico
| Estructura de la institución | Estructura de la institución | Estructura de la institución | Estructura de la institución |
| --- | ---------------------------- | ---------------------------- | ---------------------------- |
| - Guillermo Godfrid (mánager) - Virginia Salera (coordinadora) - Leandro Iglesias (director técnico) - Marcos Sotelo (médico) - María Laura Bisutti (traumatólogo) - Delfina López Galetto (kinesiólogo) |                              |                              |                              |

## Participación en campeonatos nacionales

### Cronograma
El equipo femenino de Newell's existe desde el año 2018, jugando en la Asociación Rosarina de Fútbol. No compitió en torneos AFA oficiales hasta el año 2021.

## Palmarés

### Títulos nacionales (2)
| Competición        | Campeón  | Subcampeón | 3er Puesto |
| ------------------ | -------- | ---------- | ---------- |
| Primera División A | Ap. 2025 |            |            |
| Copa Federal       | 2024     |            |            |
| Primera División B |          | 2023       |            |
| Primera División C |          |            | 2022       |

### Títulos regionales
| Competición                      | Campeón | Subcampeón | 3er Puesto |
| -------------------------------- | ------- | ---------- | ---------- |
| Liga Rosarina de Fútbol Femenino | 2019    |            | 2018       |

## Clásico Rosarino
Enfrenta al club Rosario Central en el llamado clásico rosarino, esta rivalidad está heredada del masculino. El primer partido entre ambas fue un empate 2-2 en Bella Vista. El segundo fue victoria de las leprosas por 5-2 en Cosecha, consiguiendo así ser Newell's quien ganó el primer clásico femenino de la historia.
Historial del Clásico Rosarino
| Rival: Rosario Central | P.J. | P.G. | P.E. | P.P. | EFT    |
| ---------------------- | ---- | ---- | ---- | ---- | ------ |
| Partidos (ARF)         | 10   | 5    | 2    | 3    | 56,67% |
| Partidos (AFA)         | 3    | 2    | 1    | 0    | 77,78% |
| Total                  | 13   | 7    | 3    | 3    | 61,54% |

### Últimos y próximo partido
| Torneo Apertura 2024; 8 de junio de 2024 | Rosario Central              | 2:1     | Newell's Old Boys | Estadio Gigante de Arroyito, Rosario                   |                                                        |
| 15:00 UTC-03:00                          | - Palavecino 15' - Gómez 86' | Reporte | - Rivas 2'        | Asistencia: 3,500 espectadores Árbitra: Estela Álvarez | Asistencia: 3,500 espectadores Árbitra: Estela Álvarez |

| Torneo Clausura 2024; 19 de octubre de 2024 | Newell's Old Boys | 1:0     | Rosario Central | Complejo Jorge B. Griffa, Rosario |  |
| 11:00 UTC-03:00                             | - Falfán 11'      | Reporte |                 |                                   |  |

| Primer Torneo 2025; 16 de mayo de 2025 | Rosario Central | 0:1     | Newell's Old Boys | Predio Cristalería, Rosario |                             |
| 15:00 UTC-03:00                        |                 | Reporte | Larroquette 45+3' | Árbitra: Roberta Echeverría | Árbitra: Roberta Echeverría |